# Luca Magri
Luca Magri (Parma, 15 settembre 1977) è un attore, regista e produttore cinematografico italiano.

## Biografia
Nato e cresciuto a Parma, a diciannove anni esordisce nel cinema con un piccolo ruolo in Voglio una donnaaa! (1998) diretto dai fratelli Luca e Marco Mazzieri. Dopo avere frequentato un corso di recitazione si trasferisce a Roma per intraprendere la carriera di attore interpretando ruoli minori in film e fiction televisive sino a ottenere la parte da protagonista nel film noir di produzione indipendente Nel cuore della notte (2002), presentato al Noir in Festival di Courmayeur. 
Successivamente recita in diversi cortometraggi ed è tra gli interpreti principali di altri film come Cielo e terra (2005) di Luca Mazzieri, La maschera d'acqua (2007), pellicola a episodi prodotta da Rai Cinema, e Il solitario (2008) di Francesco Campanini, un apprezzato noir di cui firma anche la sceneggiatura, che già prima della sua uscita in sala viene notato dalla critica nei circuiti dei festival e nel tempo si conquista un piccolo culto anche da parte del pubblico. Nel 2012 lavora ancora con Campanini come protagonista e sceneggiatore del suo secondo film, La casa nel vento dei morti, un curioso horror ambientato negli anni '40, e interpretato tra gli altri dal noto attore-regista Francesco Barilli che ne dirige anche una scena. La pellicola, grazie alla consistente programmazione notturna, prima nelle sale e poi in televisione, acquisisce in breve tempo lo status di midnight movie. 
Dopo avere recitato in altri lungometraggi, e fondato la casa di produzione Avila Entertainment, esordisce come regista con Il vincente (2016), di cui è anche protagonista e sceneggiatore. Il film, che tratta il difficile tema della ludopatia, girato a basso costo con un taglio sperimentale, è stato distribuito nelle sale italiane nel settembre del 2016, ha vinto il Platinum Remi Award al WorldFest-Houston International Film Festival nel 2017, e negli anni successivi ha conquistato molta visibilità con lo streaming su svariate piattaforme.
Nel 2018 instaura un lungo sodalizio artistico con Francesco Barilli, che lo porterà ad essere l’interprete principale e il produttore degli ultimi due lavori firmati dal regista: il fortunato cortometraggio di fantascienza L'urlo (2019), remake del celebre ed omonimo corto di Camillo Bazzoni del 1966 che lo stesso Barilli aveva interpretato come attore, e il film Il paese del melodramma (2023), un originale noir esistenzialista ambientato nel mondo della lirica, dove recita al fianco di Luc Merenda.

## Filmografia

### Attore

#### Cinema
- Voglio una donnaaa!, regia di Luca Mazzieri e Marco Mazzieri (1998)
- Facce da cinema, regia di Luca Mazzieri e Marco Mazzieri (1999)
- Nel cuore della notte, regia di Primo Giroldini (2002)
- Giovani, regia di Luca Mazzieri e Marco Mazzieri (2003)
- Crudo, regia di Fabio “Zedd” Cavallo (2003) – cortometraggio
- Virus, regia di Francesco Campanini (2003) – cortometraggio
- Il gatto nero, regia di Lucrezia Le Moli (2003) – cortometraggio
- Cielo e terra, regia di Luca Mazzieri (2005)
- La storia di B., regia di Alexandre Messina (2005)
- Flylight, regia di Roberto Lippolis (2006)
- Gl'innamorati,  ep. de La maschera d'acqua, regia di Lucrezia Le Moli (2007)
- Il solitario, regia di Francesco Campanini (2008)
- La casa nel vento dei morti, regia di Francesco Campanini e Francesco Barilli (2012)
- Il pretore, regia di Giulio Base (2014)
- Thou art the Man, ep. di P.O.E. Pieces of Eldritch, regia di Francesco Campanini (2014)
- Poltrone rosse - Parma e il cinema, regia di Francesco Barilli (2014) – documentario
- Il vincente, regia di Luca Magri (2016)
- L'urlo, regia di Francesco Barilli (2019) – cortometraggio
- Il paese del melodramma, regia di Francesco Barilli (2023)

#### Televisione
- Trenta righe per un delitto, regia di Lodovico Gasparini – Miniserie TV, 1 episodio (1998)
- Cronaca nera, regia di Gianluigi Calderone e Ugo Fabrizio Giordani – Serie TV,  1 episodio (1998)
- I.A.S. - Investigatore allo sbaraglio, regia di Giorgio Molteni – film TV (1999)
- Capri 2, regia di Giorgio Molteni e Andrea Barzini – Serie TV (2008)
- Don Zeno - L'uomo di Nomadelfia, regia di Gianluigi Calderone – Miniserie TV (2008)
- Cinematografo – Show TV, 3 episodi (2009 - 2016)
- Sottovoce – Show TV, 1 episodio (2012)

### Regista
- Il vincente (2016)

### Produttore
- Nel cuore della notte, regia di Primo Giroldini (2002) [Produttore esecutivo]
- Il gatto nero, regia di Lucrezia Le Moli (2003) – cortometraggio [Produttore esecutivo]
- Il solitario, regia di Francesco Campanini (2008) [Produttore esecutivo]
- L'urlo, regia di Francesco Barilli (2019) – cortometraggio
- Il paese del melodramma, regia di Francesco Barilli (2023)

### Sceneggiatore
- Il solitario, regia di Francesco Campanini (2008)
- La casa nel vento dei morti, regia di Francesco Campanini e Francesco Barilli (2012)
- Il vincente, regia di Luca Magri (2016)

## Riconoscimenti
- 2009 – Mantova Filmfest
  - Migliore attore per Il solitario
- 2017 – Worldfest Houston
  - Platinum Remi Award per Il vincente